# Heliria sinuata
Heliria sinuata är en insektsart som beskrevs av Fowler. Heliria sinuata ingår i släktet Heliria och familjen hornstritar. Inga underarter finns listade i Catalogue of Life.